# نهضت سوادآموزی کوبا
نهضت سوادآموزی کوبا (به اسپانیایی: Campaña Nacional de Alfabetización en Cuba) تلاش یک‌سالهٔ این کشور برای ازمیان‌بردن کامل بی‌سوادی در کوبا پس از انقلاب کوبا بود که در ۱ ژانویهٔ ۱۹۶۱ آغاز و در ۲۲ دسامبر همان سال، به بلند پروازانه‌ترین مبارزهٔ سازمان یافته با بی‌سوادی در جهان تبدیل شد.
قبل از ۱۹۵۹ نرخ رسمی باسوادی در کوبا بین ۶۰٪ و ۷۶٪ بود، که بیشتر در اثر نبود دسترسی به آموزش در مناطق روستایی و کمبود کلی مدرسان درسطح کشور به‌وجود آمده‌بود. باتوجه به این، به‌دستور دولت فیدل کاسترو و درخواست چه گوارا، سال ۱۹۶۱ «سال آموزش و پرورش» نامیده شد و او با گسیل «تیپ سوادآموزی» به حومهٔ شهرها برای ساختن مدارس، یا آموزش مربیان جدید پرداخت. اجرای برنامهٔ آموزش خواندن و نوشتن به خرده‌دهقان‌پیشگان روستایی عمدتاً بی‌سواد، «با موفقیتی قابل توجه» انجام گرفت. در پایان آن، ۷۰۷٬۲۱۲ نفر از بزرگسالان قادر به خواندن و نوشتن شدند، و نرخ میزان باسوادان در کشور به ۹۶٪ افزایش داده‌شد.

## پیشینه
دیکتاتور فولخنثیو باتیستا توسط یک جنبش چریکی مسلح که به عنوان جنبش ۲۶ ژوئیه شناخته شده در روز اول ژانویه ۱۹۵۹ برکنار شد.
دولت انقلابی جدید که توسط فیدل کاسترو رهبری می‌شد، بلافاصله یک سری اصلاحات اجتماعی و اقتصادی را آغاز کرد. در میان این اصلاحات؛ اصلاحات ارضی، بازسازی مراقبت‌های بهداشتی و اصلاحات آموزشی بود، که به‌طور چشمگیری کیفیت زندگی را در میان پایین‌ترین بخش‌های جامعه کوبا بهبود بخشید.